# きっと、絶対、絶対
『きっと、絶対、絶対』（きっと、ぜったい、ぜったい）は、日本の女性アイドルグループ≒JOYの1stミニアルバムである。2024年1月17日にソニー・ミュージックレーベルズ（SACRA MUSIC）から発売された。

## 背景とリリース
CD+DVDのType A、Type BとCDのみType Cの3形態でのリリース。なお、Type C（デビュー記念特別プライス盤）は2024年3月31日までの期間限定出荷商品となり、2024年4月1日からはType C（通常盤）として流通する。
大西葵は2023年12月16日より活動休止中のため、リード曲には不参加。

## ミュージック・ビデオ
無謀人
監督：shun murakami (vil tokyo) / 振付：CRE8BOY
「無謀」だとしても、みんなで一緒に夢を叶えたいという≒JOYの決意表明の楽曲に仕上がっている。メジャーデビューという、新しい光に立ち向かう≒JOYの意思が存分に表現されており、暗闇での力強いダンスシーン、クールなLipシーンが圧巻の仕上がりになっており、メンバーが光に向かって力をあわせ、展開が進むにつれて色彩が差し込む世界が広がっていくという、楽曲のメッセージ性も効果的に表現された。
きっと、青い
監督：大野敏嗣 / 振付：CRE8BOY
学校を舞台に、文化祭の出し物“「1シーン1 カット動画」をみんなで作る”ことをテーマに、目標に向かって各メンバーの様々な感情が交差し切磋琢磨する中で、皆で力を合わせて動画を作り上げていく過程が表情豊かに描かれている。

## 収録トラック

### 全タイプ共通
| 全作詞: 指原莉乃（#1を除く）。 |                              |                       |                  |                  |      |
| #                              | タイトル                     | 作詞                  | 作曲             | 編曲             | 時間 |
| 1.                             | 「Overture」                 | 指原莉乃 （#1を除く） | APAZZI           | APAZZI           | 1:31 |
| 2.                             | 「無謀人」                   | 指原莉乃 （#1を除く） | YU-JIN、SHIN     | YU-JIN、SHIN     | 3:13 |
| 3.                             | 「≒JOY」                     | 指原莉乃 （#1を除く） | 鈴木裕明         | 古川貴浩         | 4:47 |
| 4.                             | 「笑って フラジール」        | 指原莉乃 （#1を除く） | Haggy Rock       | 佐藤厚仁         | 3:55 |
| 5.                             | 「超孤独ライオン」           | 指原莉乃 （#1を除く） | 鈴木裕明         | 鈴木裕明         | 4:25 |
| 6.                             | 「スイートシックスティーン」 | 指原莉乃 （#1を除く） | 中村歩、菊池博人 | 中村歩、菊池博人 | 3:29 |
| 7.                             | 「今日も君の夢を見たんだ」   | 指原莉乃 （#1を除く） | 本多友紀         | 脇眞富           | 4:28 |
| 8.                             | 「大空、ビュンと」           | 指原莉乃 （#1を除く） | yuma             | めんま           | 3:51 |
| 9.                             | 「その先はイグザルト」       | 指原莉乃 （#1を除く） | 高木龍一         | APAZZI           | 4:43 |
| 10.                            | 「きっと、青い」             | 指原莉乃 （#1を除く） | ヤナガワタカオ   | ヤナガワタカオ   | 3:52 |
| 合計時間:                      | 合計時間:                    | 合計時間:             | 合計時間:        | 38:14            |      |

### Type A
| #  | タイトル                     | 作詞 | 作曲・編曲 | 監督                      |
| -- | ---------------------------- | ---- | ---------- | ------------------------- |
| 1. | 「きっと、青い Music Video」 |      |            | 大野敏嗣                  |
| 2. | 「無謀人 Music Video」       |      |            | shun murakami (vil tokyo) |
| 3. | 「無謀人 メイキング映像」    |      |            |                           |

### Type B
| #  | タイトル                              | 作詞 | 作曲・編曲 | 監督 |
| -- | ------------------------------------- | ---- | ---------- | ---- |
| 1. | 「ニアジョイ課外活動 〜赤岳登山編〜」 |      |            |      |

## 歌唱メンバー
無謀人
（センター：江角怜音）
- 逢田珠里依、天野香乃愛、市原愛弓、江角怜音、大信田美月、小澤愛実、髙橋舞、藤沢莉子、村山結香、山田杏佳、山野愛月

≒JOY
（センター：江角怜音）
- 逢田珠里依、天野香乃愛、市原愛弓、江角怜音、大信田美月、大西葵、小澤愛実、髙橋舞、福山萌叶、藤沢莉子、村山結香、山田杏佳、山野愛月

笑って フラジール
（センター：江角怜音）
- 逢田珠里依、天野香乃愛、市原愛弓、江角怜音、大信田美月、大西葵、小澤愛実、髙橋舞、福山萌叶、藤沢莉子、村山結香、山田杏佳、山野愛月

超孤独ライオン
（センター：江角怜音）
- 逢田珠里依、天野香乃愛、市原愛弓、江角怜音、大信田美月、大西葵、小澤愛実、髙橋舞、福山萌叶、藤沢莉子、村山結香、山田杏佳、山野愛月

スイートシックスティーン
（センター：天野香乃愛）
- 逢田珠里依、天野香乃愛、市原愛弓、江角怜音、大信田美月、大西葵、小澤愛実、髙橋舞、藤沢莉子、村山結香、山田杏佳、山野愛月

今日も君の夢を見たんだ
（センター：村山結香）
- 逢田珠里依、天野香乃愛、市原愛弓、江角怜音、大信田美月、大西葵、小澤愛実、髙橋舞、藤沢莉子、村山結香、山田杏佳、山野愛月

大空、ビュンと
（センター：市原愛弓）
- 逢田珠里依、天野香乃愛、市原愛弓、江角怜音、大信田美月、大西葵、小澤愛実、髙橋舞、藤沢莉子、村山結香、山田杏佳、山野愛月

その先はイグザルト
（センター：江角怜音）
- 逢田珠里依、天野香乃愛、市原愛弓、江角怜音、大信田美月、大西葵、小澤愛実、髙橋舞、藤沢莉子、村山結香、山田杏佳、山野愛月

きっと、青い
（センター：江角怜音）
- 逢田珠里依、天野香乃愛、市原愛弓、江角怜音、大信田美月、大西葵、小澤愛実、髙橋舞、藤沢莉子、村山結香、山田杏佳、山野愛月